# Kamow W-50
Der Kamow W-50 (russisch Камов В-50) war ein geplanter Kampfhubschrauber sowjetischer Konstruktion in Form eines Verbundhubschraubers.

## Geschichte
Der Kamow W-50 war ein bewaffnetes Tandemrotor-Transporthubschrauberprojekt von Kamow mit einer projektierten Geschwindigkeit von 400 km/h. Das Projekt wurde Ende der 1960er Jahre aufgegeben. Es gab zwei verschiedene Versionen.

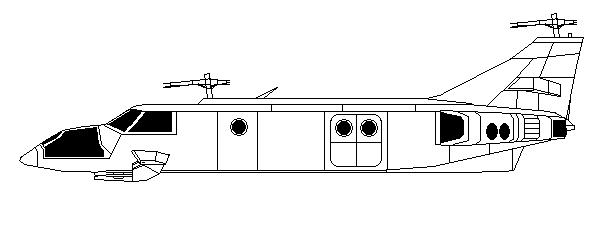
Zeichnung eines früheren Modells der Kamow W-50